# Sannantha
Sannantha is een geslacht van struiken uit de mirtefamilie (Myrtaceae). De soorten komen voor in het oosten en zuidoosten van Australië en op Nieuw-Caledonië.

## Soorten
- Sannantha angusta (A.R.Bean) Peter G.Wilson
- Sannantha bidwillii (A.R.Bean) Peter G.Wilson
- Sannantha brachypoda (A.R.Bean) Peter G.Wilson
- Sannantha collina (A.R.Bean) Peter G.Wilson
- Sannantha crassa (A.R.Bean) Peter G.Wilson
- Sannantha crenulata (F.Muell.) Peter G.Wilson
- Sannantha cunninghamii (Schauer) Peter G.Wilson
- Sannantha leratii (Schltr.) Peter G.Wilson
- Sannantha papillosa (A.R.Bean) Peter G.Wilson
- Sannantha pinifolia (Labill.) Peter G.Wilson
- Sannantha pluriflora (F.Muell.) Peter G.Wilson
- Sannantha procera (J.W.Dawson) Peter G.Wilson
- Sannantha similis (A.R.Bean) Peter G.Wilson
- Sannantha tozerensis (A.R.Bean) Peter G.Wilson
- Sannantha virgata (J.R.Forst. & G.Forst.) Peter G.Wilson
- Sannantha whitei Peter G.Wilson

... · 
Acmena · 
Actinodium · 
Agonis · 
Allosyncarpia · 
Aluta · 
Angophora · 
Astartea · 
Astus · 
Babingtonia · 
Baeckea · 
Callistemom · 
Calytrix · 
Chamelaucium · 
Corymbia · 
Corynanthera · 
Cyathostemon · 
Darwinia · 
Enekbatus · 
Ericomyrtus · 
Eucalyptus (Eucalyptus) · 
Eugenia · 
Euryomyrtus · 
Feijoa · 
Homalocalyx · 
Homoranthus · 
Hypocalymma · 
Lamarchea · 
Leptospermum · 
Lophomyrtus · 
Malleostemon · 
Metrosideros · 
Micromyrtus · 
Myrceugenia · 
Myrciaria · 
Myrtus (Mirte) · 
Ochrosperma · 
Osbornia · 
Pileanthus · 
Pimenta · 
Psidium · 
Rinzia · 
Sannantha · 
Scholtzia · 
Syzygium · 
Thryptomene · 
Triplarina · 
Tristaniopsis · 
Verticordia · 
Waterhousea · 
Xanthostemon · 
...